# فيضانات حيدر آباد 2020
في 14 أكتوبر 2020، تسببت الأمطار الغزيرة الناجمة عن العاصفة أو المنخض الجوي العميق المسمى BOB 02 في حدوث فيضانات مفاجئة في العديد من مناطق حيدر أباد ، مما تسبب في وفاة ما لا يقل عن 81 شخصًا.   في 18 أكتوبر 2020، تسبب إعصار آخر في حدوث المزيد من الفيضانات في حيدر أباد، مما أسفر عن مقتل شخصين آخرين.

## ملخص الأرصاد الجوية
في 11 أكتوبر تركزت منطقة من الضغط المنخفض في منخفض فوق غرب وسط خليج البنغال. واشتدت حدته إلى منخفض عميق بعد يوم في 12 أكتوبر حيث تحرك ببطء من الغرب إلى الشمال الغربي.   بعد ذلك وصل BOB 02 إلى اليابسة في ولاية أندرا براديش بالقرب من كاكينادا في الساعات الأولى من يوم 13 أكتوبر، ثم ضعف مرة أخرى.   ضعف النظام الجوي في منطقة الضغط المنخفض فوق جنوب وسط ولاية ماهاراشترا مساء 14 أكتوبر.  على الرغم من أن دوران النظام المنخفض المستوى قد تعرض جزئيًا لقص الرياح العمودي العالي والتفاعل المستمر مع الأرض، أعاد JTWC إصدار تحذير من الأعاصير المدارية في 15 أكتوبر.
توقعت IMD أيضًا أن BOB 02 سيعيد تكثيفه في بحر العرب.   تكثفت منطقة الضغط المنخفض في المنخفض ARB 03 في الساعات الأولى من يوم 17 أكتوبر.  أطال المنخفض موسم الرياح الموسمية الجنوبية الغربية بحوالي أسبوع. 

## التأثير

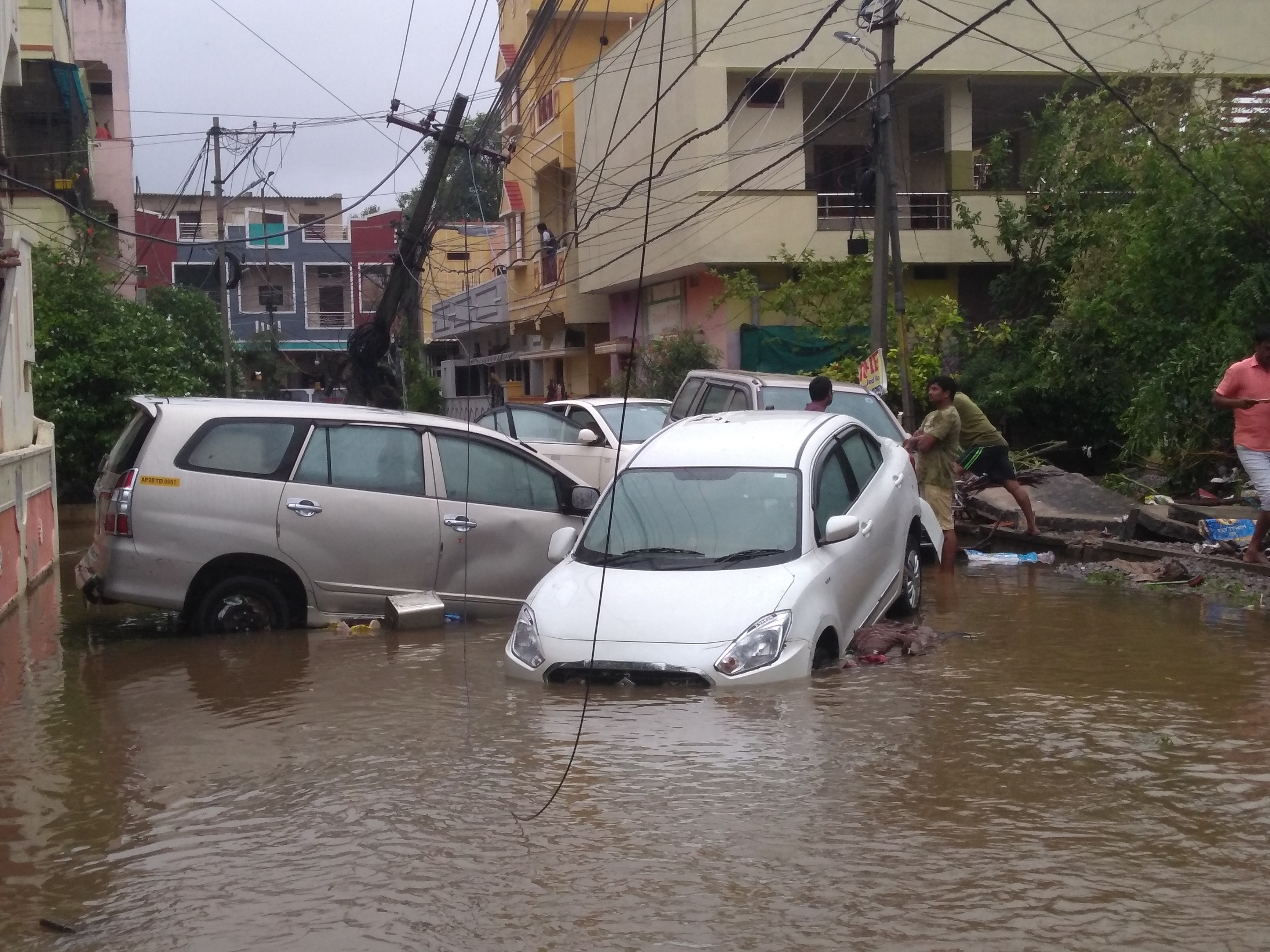
غمر سيارات والشوارع في حيدر أباد

تم رفع بوابات نهر هيمايات ساجار عندما وصلت المياه إلى مستويات الخزان الكاملة، وتدفق نهر موسي بالكامل، مما أدى إلى إغراق العديد من المواقع وتدفقه على جسرين.  بسبب عاصفة BOB 02 شهدت مدينة بودوتشيري وأندرا برديش وتيلانجانا وكيرالا ومهاراشترا وكارناتاكا الساحلية أمطارًا غزيرة في 12 و 13 أكتوبر مع العاصمة، حيث شهدت حيدر آباد 32 سم من الأمطار الغزيرة التي حطمت الرقم القياسي، مما أدى إلى حدوث فيضانات مفاجئة على المدينة بحلول 13 أكتوبر.  توفي شخصان في فيجاياوادا، وتوفي 50 شخصًا في أجزاء مختلفة من تيلانجانا، بما في ذلك 19 في حيدر آباد.  بالإضافة إلى ذلك توفي سبعة وعشرون شخصًا في ولاية ماهاراشترا .  وحدثت خسائر فادحة في المحاصيل في شمال كارناتاكا وأندرا برديش وتيلانجانا بسبب النظام الجوي الصعب. قدر رئيس وزراء تيلانجانا قيمة الضرر بنحو ₹ 5000 كرور (681 مليون دولارًا أمريكيًا ).
في 18 أكتوبر تسبب إعصار ثانٍ في مقتل شخصين آخرين في حيدر أباد. تضررت أكثر من 37000 أسرة من الفيضان الثاني. بلغ هطول الأمطار أكثر من 110 مليمتر (4.3 بوصة) في أجزاء من حيدر أباد، مع هطول كميات غزيرة من الأمطار خارج المدينة. 

## رد فعل الحكومة
تم نشر 360 من أفراد القوة الوطنية لمواجهة الكوارث، بالإضافة إلى قوات الجيش الهندي.   وطلبت حكومة تيلانجانا من الحكومة المركزية تقديم الإغاثة إلى حيدر آباد والمناطق المحيطة بها. وكتب رئيس الوزراء K. Chandrashekhar Rao رسالة إلى رئيس الوزراء ناريندرا مودي يسعى للإفراج الفوري عن ₹ 1,350 كرور روبية، حيث يبلغ 600 كرور روبية للمزارعين و 750 كرور روبية على أعمال الإغاثة وإعادة التأهيل في منطقة مؤسسة حيدر أباد الكبرى. 
وفي 14 أكتوبر أعلنت حكومة تيلانجانا عطلة لمدة يومين لجميع العمال غير الضروريين بسبب الفيضانات، وحثت الجميع على البقاء في المنزل. بسبب احتمال حدوث فيضانات مستمرة، وتم إجلاء أكثر من 2100 عائلة بالقرب من Gurram Cheruvu. وتم توزيع أكثر من 150000 عبوة وجبات على المناطق المتضررة من الفيضانات. علاوة على ذلك، قام 60 فريقًا بمركبتين لكل فريق بنشر مسحوق التبييض وهيبوكلوريت الصوديوم في أقبية ومناطق مفتوحة لاحتواء الأمراض المنقولة بالمياه والنواقل . 